# RS-485
RS-485 of EIA-485 is een seriële interface voor telecommunicatie zoals het bij het brede publiek beter bekende RS-232.
RS-485 onderscheidt zich van RS-232 door een grotere kabellengte, minder gevoeligheid voor storingen en het gebruik van een busstructuur. Vanwege deze voordelen wordt deze verbinding veel gebruikt als veldbus in de industrie, bijvoorbeeld bij regelsystemen.
De officiële naam voor deze standaard is ANSI/TIA/EIA-485-A-98.

## Infrastructuur
RS-485 tweedraads is in tegenstelling tot RS-232 half-duplex, dit wil zeggen dat zenden en ontvangen gebeurt over dezelfde signaallijnen maar nooit tegelijkertijd. Er wordt dus telkens omgeschakeld tussen zenden en ontvangen. RS-485 vierdraads is (net als RS-422) wel full-duplex, dit wil zeggen dat zenden en ontvangen gebeurt over aparte signaallijnen en tegelijkertijd kan plaatsvinden. 
De tweedraadsconnectie bestaat uit twee signaallijnen, een A(−) en een B(+) lijn. In sommige gevallen kan dit ook omgekeerd zijn, waardoor de kabels van A naar B aangesloten moeten worden. A is het geïnverteerde signaal van B, waar B inactief hoog is en A inactief laag. Om reflecties van de signalen te voorkomen moeten de beide uiteinden voorzien worden van afsluitweerstanden. Naast de signaallijnen is er een grondlijn.
De vierdraadsverbinding bestaat uit vier signaallijnen, een TxA, TxB en RxA, RxB. Aan alle vier de uiteinden bevindt zich een afsluitweerstand. Naast de signaallijnen is er een grondlijn.
De standaard specificeert geen specifieke connectors, er wordt meestal gebruikgemaakt van schroef-, D-sub- of Registered jack-connector.

## Differentiële spanningen
Door het gebruik van differentiële spanningen in combinatie met getwiste signaallijnen treedt er minder storing op; hierdoor kan een grotere afstand overbrugd worden. 
EIA-485 specificeert een maximum afstand van 1200 m en een signaalspanning van ± 1,5 V tot ± 5 V. Naargelang de afstand vergroot wordt zal de overdrachtsnelheid echter verlagen. Bij 15,24 m is die 10 Mb/s en bij 1200 m 100 kb/s.

## Netwerktopologie
RS-485 maakt gebruik van een busstructuur; hierdoor kunnen tot maximaal 32 zenders en 32 ontvangers met elkaar verbonden worden. Er zijn echter RS-485 repeaters op de markt die ervoor zorgen dat het maximaal aantal zenders en ontvangers uitgebreid wordt tot enkele duizenden.